# Discografia di Marco Masini
Questa pagina contiene la discografia di Marco Masini.

## Album in studio
- 1990 - Marco Masini
- 1991 - Malinconoia
- 1993 - T'innamorerai
- 1995 - Il cielo della vergine
- 1998 - Scimmie
- 2000 - Raccontami di te
- 2001 - Uscita di sicurezza
- 2005 - Il giardino delle api
- 2009 - L'Italia... e altre storie
- 2011 - Niente d'importante
- 2017 - Spostato di un secondo
- 2024 - 10 amori

## Album dal vivo
- 2004 - Masini live 2004
- 2010 - Un palco lungo... 20 anni!
- 2017 - In concerto
- 2022 - Live at Teatro della Pergola

## Raccolte
- 1996 - L'amore sia con te
- 2003 - ...il mio cammino
- 2004 - Masini
- 2006 - Ci vorrebbe il mare
- 2006 - Tozzi Masini
- 2013 - La mia storia...piano e voce
- 2015 - Cronologia
- 2020 - Masini +1 30th Anniversary

### Raccolte non ufficiali[nonchiaro]
- 2001 - Collezione
- 2002 - Collezione 2
- 2004 - Trilogy box
- 2004 - Ti racconto di me
- 2007 - Le più belle di...Marco Masini
- 2009 - Il meglio di Marco Masini
- 2009 - Flashback
- 2011 - I miei successi
- 2011 - Il meglio di Marco Masini
- 2012 - Un'ora con...
- 2013 - 4 album originali
- 2013 - Generazione cantautori

## Singoli
- 1988 - Uomini
- 1990 - Disperato
- 1990 - Le ragazze serie
- 1990 - Ci vorrebbe il mare
- 1991 - Perché lo fai
- 1991 - Ti vorrei
- 1991 - Malinconoia
- 1993 - Vaffanculo
- 1993 - T'innamorerai
- 1993 - La libertà
- 1995 - Bella stronza
- 1995 - Principessa
- 1995 - Cuccioli
- 1995 - Il cielo della vergine
- 1996 - L'amore sia con te
- 1998 - Scimmie
- 1999 - Fino a tutta la vita che c'è
- 1999 - Lungomare
- 1999 - Il giorno di Natale (Il giorno più banale)
- 2000 - Raccontami di te
- 2000 - Protagonista
- 2000 - Ancora vita è
- 2001 - Lasciaminonmilasciare
- 2001 - Il bellissimo mestiere
- 2001 - Vai male a scuola
- 2003 - Generation
- 2003 - Io non ti sposerò
- 2004 - L'uomo volante
- 2004 - E ti amo
- 2005 - Nel mondo dei sogni
- 2005 - Il giardino delle api
- 2005 - Tutto quello che ho di te
- 2005 - Rimani così
- 2006 - Maledetta amica mia
- 2006 - Cosa rimane (a Marco)
- 2006 - Come si fa... ? (con Umberto Tozzi)
- 2007 - Anima italiana (con Umberto Tozzi)
- 2007 - Arrivederci per lei (con Umberto Tozzi)
- 2009 - L'Italia
- 2009 - Com'è bella la vita
- 2009 - Lontano dai tuoi angeli
- 2011 - Niente d'importante
- 2011 - Non ti amo più
- 2012 - Colpevole
- 2013 - Io ti volevo
- 2015 - Che giorno è
- 2015 - Non è vero che l'amore cambia il mondo
- 2017 - Spostato di un secondo
- 2017 - Tu non esisti
- 2017 - Signor tenente
- 2020 - Il confronto
- 2020 - T'innamorerai  (con Francesco Renga)
- 2020 - La parte chiara
- 2024 - Allora ciao
- 2024 - Un posto piccolo

## Partecipazioni singoli
- 1987 - Dal tuo sguardo in poi (con Rosita Celentano)
- 1997 - La gente di cuore (con Enrico Ruggeri)
- 2010 - Dicono così (con Massimo Alessi)
- 2016 - Il rumore che fa (con Raige)
- 2018 - Io non ti sposerò (Remix) (con Calibro 40)
- 2020 - Ma il cielo è sempre blu (con Italian Allstar 4 Life)
- 2025 - Bella stronza  (con Fedez)

## Collaborazioni
- 1997 - Ci vorrebbe il mare (con Montserrat Caballé) - (in Friends for Life)
- 2009 - La forza della vita (con Nazionale italiana cantanti) - (in L'opportunità)
- 2009 - Si può dare di più (con Nazionale italiana cantanti) - (in L'opportunità)
- 2010 - Donna a-o volante (con Buio Pesto) - (in Pesto)
- 2017 - Va*******o (con Grido) - (in Segnali di fumo)
- 2017 - T'innamorerai (con Umberto Tozzi) - (in Quarant'anni che ti amo in Arena)
- 2018 - Sesto piano (con Zibba) - (in Le cose)
- 2018 - Chi fermerà la musica (con Dodi Battaglia) - (in Dodi Day)
- 2018 - Pensiero (con Dodi Battaglia) - (in Dodi Day)
- 2020 - Fratelli del mondo (con artisti vari)
- 2022 - Il cielo di Firenze (con Paolo Vallesi) - (in Noi)
- 2025 - Canzone stupida (con i Legno) - (in Piccola abitante di Saturno)

## Altri brani
- 1990 - Mery per sempre (in Ragazzi fuori - colonna sonora)
- 2005 - Voglia di libertà (in ...a Pierangelo Bertoli)
- 2013 - Una parte di te (per Stile libero di R101)
- 2017 - Caro babbo (in Quarant'anni che ti amo in Arena)

## Discografia spagnola

### Album in studio
- 1992 - Marco Masini
- 1993 - Te enamorarás
- 1995 - El cielo de virgo

### Live
- 1996 - Concierto Básico 40

### Raccolte
- 1996 - Mi amor allí estará

### Singoli
- 1992 - Te querré
- 1992 - Querido papà
- 1992 - Ve con él
- 1992 - Porqué lo harás
- 1993 - Te enamorarás
- 1993 - Vaffanculo
- 1994 - La libertad
- 1995 - Bella idiota
- 1995 - Princesa
- 1995 - El cielo de virgo
- 1996 - Mi amor allí estará
- 1996 - Ando solo

## Videografia

### Home video
- 1991 - Masini Live '91 (VHS live, regia di Stefano Salvati)
- 1993 - T'innamorerai (VHS album video, regia di Stefano Salvati)
- 2004 - Masini live 2004 (DVD live, regia di Leonardo Torrini)
- 2010 - Un palco lungo...20 anni! (DVD live, regia di Leonardo Torrini)
- 2022 - Live at teatro della Pergola (DVD live, regia di Fabrizio Parisi)

#### Home video partecipazioni
- 2017 - Umberto Tozzi - Quarant'anni che ti amo in Arena (DVD Live, regia di Roberto Cenci)
- 2018 - Dodi Battaglia - Dodi Day (DVD Live, regia di Fabio Polidori)

### Video musicali
| Anno | Titolo                                 | Regista/i                         |
| ---- | -------------------------------------- | --------------------------------- |
| 1990 | Disperato                              |                                   |
| 1990 | Ci vorrebbe il mare                    | Stefano Salvati                   |
| 1991 | Perchè lo fai                          |                                   |
| 1991 | Malinconoia                            | Stefano Salvati                   |
| 1993 | Vaffanculo                             | Stefano Salvati                   |
| 1993 | T'innamorerai                          | Stefano Salvati                   |
| 1993 | La libertà                             | Stefano Salvati                   |
| 1995 | Bella stronza                          | Stefano Salvati                   |
| 1995 | Principessa                            | Stefano Salvati                   |
| 1996 | L'amore sia con te                     |                                   |
| 1998 | Scimmie                                | Leonardo Conti                    |
| 1999 | Fino a tutta la vita che c'è           | Leonardo Conti                    |
| 2000 | Protagonista                           | Leonardo Torrini                  |
| 2001 | Lasciaminonmilasciare                  | Leonardo Torrini                  |
| 2001 | Il bellissimo mestiere                 | Leonardo Torrini, Ambra Angiolini |
| 2003 | Generation                             | Leonardo Torrini                  |
| 2004 | L'uomo volante                         | Leonardo Torrini                  |
| 2004 | E ti amo                               | Leonardo Torrini                  |
| 2005 | Nel mondo dei sogni                    | Leonardo Torrini                  |
| 2005 | Il giardino delle api                  | Ernesto Paganoni                  |
| 2007 | Anima italiana                         | Leonardo Torrini                  |
| 2009 | L'Italia                               | Leonardo Torrini                  |
| 2011 | Non ti amo più                         | Leonardo Torrini                  |
| 2013 | Io ti volevo                           | Leonardo Torrini                  |
| 2015 | Che giorno è                           | Gaetano Morbioli                  |
| 2015 | Non è vero che l'amore cambia il mondo | Luca Tartaglia                    |
| 2017 | Spostato di un secondo                 | Mauro Russo                       |
| 2017 | Tu non esisti                          | Gaetano Morbioli                  |
| 2017 | Signor tenente                         | Gaetano Morbioli                  |
| 2020 | Il confronto                           | Gaetano Morbioli                  |
| 2020 | La parte chiara                        | Stefano Salvati                   |
| 2024 | Allora ciao                            | Emiliano Bechi Gabrielli          |

#### Partecipazioni in videoclip di altri artisti
| Anno | Titolo                   | Artista                  | Regista/i      |
| ---- | ------------------------ | ------------------------ | -------------- |
| 2015 | Ballon                   | Buio Pesto               | Massimo Morini |
| 2016 | Il rumore che fa         | Raige feat. Marco Masini | Mauro Russo    |
| 2020 | Fratelli del mondo       | AA.VV.                   | Bruno Santori  |
| 2020 | Ma il cielo è sempre blu | Italian Allstars 4 Life  | Mauro Russo    |

### Video lyrics
- 2020 - T'innamorerai (feat. Francesco Renga) (regia di Marco D'Andragora)
- 2024 - Un posto piccolo (regia di Stefano Salvati)

## Autore per altri artisti
- 1985 - In your eyes (Reeds)
- 1989 - Dal buio (Massimo Ranieri)
- 2016 - La borsa di una donna (Noemi)
- 2017 - Immaginami (Giusy Ferreri)
- 2021 - I sogni nelle tasche (Silvia Salemi)
- 2021 - Superbabbo (Piccolo coro dell'Antoniano)
- 2022 - Il diritto di essere felice (Giusy Ferreri)